# Лас-Навас-де-ла-Консепсьйон
Лас-Навас-де-ла-Консепсьйон (ісп. Las Navas de la Concepción) — муніципалітет в Іспанії, у складі автономної спільноти Андалусія, у провінції Севілья. Населення — 1743 особи (2010).
Муніципалітет розташований на відстані близько 320 км на південний захід від Мадрида, 75 км на північний схід від Севільї.

## Демографія
Динаміка населення (INE ):

## Галерея зображень

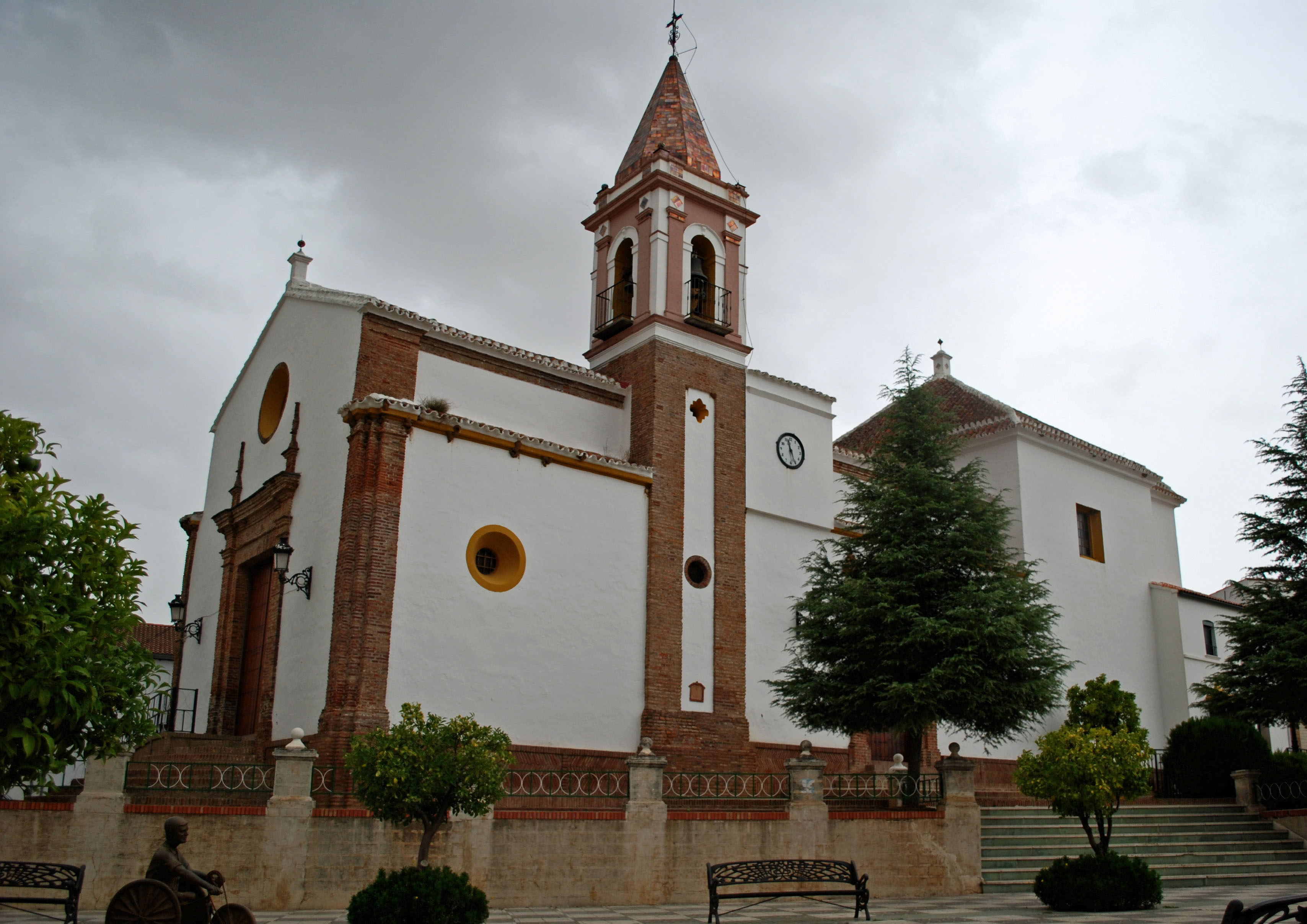
Церква Ла-Інмакулада-Консепсьйон, Лас-Навас